# ألبين فيدوفيتش
ألبين فيدوفيتش (بالكرواتية: Albin Vidović)‏ هو لاعب كرة يد كرواتي. شارك في دورة الألعاب الأولمبية الصيفية سنة 1972. فاز بدوري أبطال أوروبا لكرة اليد مرة واحدة وذلك موسم 1971–72. كما فاز ببطولة يوغوسلافيا لكرة اليد في مواسم 1960-61، 1966-67، 1967-68، 1969-70، 1970-71 و1971-72. وفاز بكأس يوغوسلافيا في 1968.

## روابط خارجية
- ألبين فيدوفيتش على موقع نادي كيل لكرة اليد (الألمانية)
- ألبين فيدوفيتش على موقع اللجنة الأولمبية الدولية (الإنجليزية)
- ألبين فيدوفيتش على موقع أوليمبيديا (الإنجليزية)
- ألبين فيدوفيتش على موقع اللجنة الأولمبية الكرواتية (مؤرشف) (الكرواتية)